# Alter jüdischer Friedhof (Meinerzhagen)
Der Alte jüdische Friedhof war der erste Begräbnisplatz der Juden in der sauerländischen Stadt Meinerzhagen. 
Der jüdische Friedhof war 300 m² groß und lag am Schwarzenberg. Grabsteine (Mazewot) sind nicht mehr vorhanden.  

## Geschichte
Der Friedhof wurde ab etwa 1813 bis 1913 belegt. Das 1830 Meyer Stern gehörende Grundstück ging 1843 in das Eigentum der jüdischen Gemeinde Meinerzhagen über. Wegen der schwierigen Zugangsmöglichkeiten erwarb die Gemeinde 1910 das Grundstück für den neuen Friedhof.  